# Udea institalis
Udea institalis is een vlinder uit de familie van de grasmotten (Crambidae), uit de onderfamilie van de Spilomelinae. De wetenschappelijke naam van deze soort is voor het eerst voorgesteld als Pyralis institalis door Jacob Hübner in een publicatie uit 1819.

## Verspreiding
De soort komt voor in Duitsland, Frankrijk, Portugal, Spanje, Italië (vasteland en Sicilië), Slowakije, Oekraïne, Roemenië, Noord-Macedonië, Griekenland, Zuidwest-Rusland, Marokko, Algerije, Turkije en Iran.

## Waardplanten
De rups leeft op Eryngium campestre (Apiaceae).